# Гарапко Іван Іванович
Іва́н Іва́нович Гара́пко (* 30 вересня 1909 року, Завидово — нині Мукачівський район — † 2002) — український скульптор, 1947 — член Національної спілки художників України.

## Короткий життєпис
1939 року закінчив Вищу художньо-промислову школу в Празі — скульптурний факультет, педагогами були Карел Дворжак, Ян Лауда, Йозеф Маржатка. Протягом 1939—1944 років працював викладачем Державної деревообробної школи смт Ясіня, з 1946 року — директор промислової школи.
З 1947 року — учасник обласних художніх виставок, з 1972 — всеукраїнських та всесоюзних.
В 1947—1958 роках — ректор Ужгородського художнього училища. Протягом 1958—1976 років — викладач училища прикладного мистецтва.
1999 рік — лауреат обласної премії ім. Й. Бокшая та А. Ерделі в галузі образотворчого і декоративно-прикладного мистецтва.
Його твори придбані Міністерством культури і мистецтв України та Закарпатським художнім музеєм ім. Й. Бокшая.

### Серед робіт
- «Танець дівчат», 1946),
- «Телятниця», 1953,
- «П. Милославський», 1954,
- «Лісоруб», 1961,
- «Потиск руки визволителя», 1965,
- «Материнство», 1969,
- «У полі», 1972,
- «Д. Захаров», 1975,
- «На пляжі», 1977, 1995,
- «Три вершники», 1984,
- «Ю. Гойда», 1988,
- «А. Ерделі», 1989,
- «Сімейне щастя», 1990,
- «Щаслива сім'я», 1991;
- серія «Письменники і культурні діячі Радянського Закарпаття», 1976;
- пам'ятники — Герою Радянського Союзу С. Вайді, 1976,
- поету Д. Вакарову, 1988.